# Campo Novo de Rondônia
Pour les articles homonymes, voir Campo Novo.
Campo Novo de Rondônia est une municipalité brésilienne située dans l'État du Rondônia.